# (3708) Socus
(3708) Socus – planetoida z grupy Trojańczyków Jowisza (obóz trojański) okrążająca Słońce w ciągu 11 lat i 331 dni w średniej odległości 5,21 j.a. Została odkryta 21 marca 1974 roku w Cerro El Roble Astronomical Station w Santiago. Nazwa planetoidy pochodzi od uczestnika wojny trojańskiej – Sokusa, jednego z obrońców Troi, który broniąc swego brata trafił Odyseusza włócznią; Atena ochroniła Odyseusza, a ten zabił Sokusa włócznią.